# Wesendorf
Wesendorf là một đô thị thuộc the huyện Gifhorn, trong bang Niedersachsen, Đức. Đô thị này có diện tích 31,23 km². Đô thị này có cự ly khoảng 12 km về phía bắc của Gifhorn.
Wesendorf là thủ phủ của Samtgemeinde Wesendorf ("đô thị tập thể"). Đô thị này gồm các làng:
- Wesendorf
- Westerholz